# لافينغ
لافينغ (Loving) هو فيلم دراما تاريخي أنتج عام 2016 من تأليف وإخراج جيف نيكولز. تمثيل جويل إجيرتون وروث نيجا بدوري ريتشارد وميلدريد لافينغ (وهما جهة الإدعاء في قضية رفعت في عام 1967 إلى المحكمة العليا الأمريكية سيمت قضية لافينغ ضد فرجينيا والتي أبطلت القوانين التي تحظر الزواج المختلط) ومارتن مسوكاسونيك كرول ومايكل شانون أيضا.

## الممثلون
- جويل إديركتون بدور ريتشارد لافينغ
- روث نيجا بدور ميلدريد جيتر لافينغ

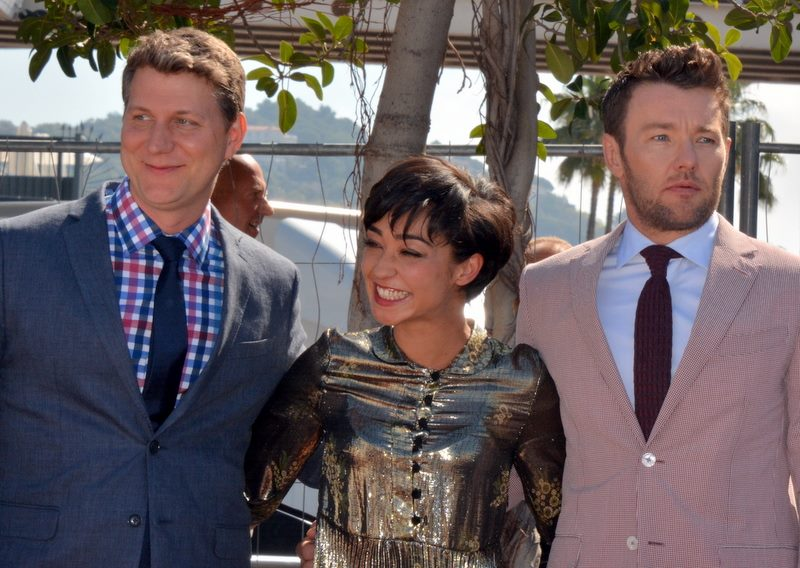
المخرج جيف نيكولز مع النجوم روث نيجا وجويل إجيرتون في مهرجان كان السينمائي 2016

- مارتون كسوكاسيس بدور رجل الشرطة بروكس
- نيك كرول بدور بيرني كوهين
- مايكل شانون بدور غري فيليت
- جون باس بدور فيل هيرشككوب
- بيل كامب بدور فرانك بيزلي
- تيري أبني بدور غترنيت جيتر بدور شقيقة ميلدريد
- شارون بلاكوود بدور لولا لافينغ. والدة ريتشارد
- كريستوفر مان بدور ثيوليفر جير، واد ميلدريد
- ونتر لي هولاند بدور موسيل بيرد جيتر، والدة ميلدريد
- ألانو ميلر بدور رايموند غرين
- مايك أبوت الثاني، بور نائب رئيس الشرطة كول.

## وصلات خارجية
- الموقع الرسمي للفيلم.
- لافينغ على موقع IMDb (الإنجليزية)
- لافينغ على موقع ميتاكريتيك (الإنجليزية)
- لافينغ على موقع روتن توميتوز (الإنجليزية)
- لافينغ على موقع قاعدة بيانات الأفلام العربية
- لافينغ على موقع ألو سيني (الفرنسية)
- لافينغ على موقع Turner Classic Movies (الإنجليزية)
- لافينغ على موقع أول موفي (الإنجليزية)
- لافينغ على موقع بوكس أوفيس موجو (الإنجليزية)
- لافينغ على موقع فيلمافينيتي (الإسبانية)
- لافينغ على موقع قاعدة بيانات الفيلم (الإنجليزية)
- لافينغ في موقع تاريخ هوليوود.